# Andeselenia
De Andeselenia (Elaenia pallatangae) is een zangvogel uit de familie Tyrannidae (tirannen). 

## Verspreiding en leefgebied
Deze soort komt voor van Colombia tot Bolivia en telt vier ondersoorten:
- E. p. pallatangae: zuidwestelijk Colombia en Ecuador.
- E. p. intensa: Peru.
- E. p. exsul: Bolivia.

De ondersoorten olivina en davidwillardi (tepuis van zuidelijk Venezuela) zijn op grond van moleculair onderzoek in een eigen soort geplaatst, Elaenia olivina (Tepui-elenia).

## Status
De grootte van de populatie is niet gekwantificeerd maar de soort wordt omschreven als vrij algemeen. Op de Rode lijst van de IUCN heeft deze soort de status niet bedreigd.